# Henryk Kasperczak
Henryk Wojciech Kasperczak, mais conhecido como Henryk Kasperczak (Zabrze, 10 de julho de 1946) é um ex-futebolista e treinador polonês.

## Títulos

### Jogador
Stal Mielec
- Campeonato Polonês: 1972-73, 1975-76

### Treinador
Wisła Kraków
- Campeonato Polonês: 2002-03, 2003-04, 2004-05
- Copa da Polônia: 2002-03

Strasbourg
- Ligue 2: 1987-88

Metz
- Copa da França: 1983-84